# Ángel Faretta
Ángel Faretta (Buenos Aires, 1953) è un critico cinematografico, scrittore e poeta argentino.

## Biografia
Nasce a Buenos Aires il 21 aprile 1953. Si è formato con i genitori alla scuola Calasanz de Caballito, di Buenos Aires, dove ha frequentato la scuola primaria e secondaria. Secondo Faretta, "in quegli anni, la scuola secondaria dava una formazione completa: Latino, teologia, filosofia, letteratura, e soprattutto è stata di maggior valore la relazione tra studenti e insegnanti".
Cominciò a pubblicare varie riviste. Ha collaborato in diverse pubblicazioni, tra cui leggendarie riviste di fumetti Fierro e Minotauro. Ha fondato e diretto la Scuola Aquilea, il cui nome è stato tratto da Aquilea nel film Invasión di Hugo Santiago e Jorge Luis Borges.
Ha tenuto corsi, conferenze e seminari sul tema "Romanzesco e pensiero romantico", "Cinema e male", "Introduzione alla fantasia", "Il simbolismo tradizionale", "Il mito e il suo rapporto con l'arte" sempre in funzione della sua teoria.
Dal 1980 è autore di una teoria del cinema, molto pubblicata e conosciuta dagli addetti ai lavori, con la quale vengono analizzati articoli e recensioni sull'arte, sulla letteratura e sul cinema. Per molti seguaci della sua teoria, "è il più lucido, originale e influente, critico cinematografico argentino, fedele al suo pensiero e lontano da ogni moda". Il critico cinematografico Fernando Regueira ha scritto di lui: "Faretta è l'unico autore argentino di una teoria del cinema (estetica e generale)".

## Teoria
La sua teoria del cinema è stata definita come "una teoria della modernità e del mondo moderno attraverso il cinema", espressa nei suoi libri Il concetto del cinema e Spirito di simmetria.
Faretta stabilisce l'esistenza di una similitudine, una linea di continuità tra l'artista e il mecenate del Rinascimento, un trait d'union tra la leadership dirigenziali delle case produttrici, i "despoti", e gli artisti i "sensibili". 

## Libri

### Poesia
- Datos tradicionales (1993)

### Narrativa
- El saber del cuatro (2005).
- Tempestad y asalto (2009)

### Saggi
- El concepto del cine (2005)
- Espíritu de simetría (2008)